# Damstraat (Haarlem)
De Damstraat is een straat in Haarlem, die loopt vanaf het Spaarne en de rivier de Spaarne tot aan de Lange Veerstraat, Klokhuisplein en de Oude Groenmarkt tegenover de Grote of Sint-Bavokerk.
Er bevinden zich veel monumentale panden in de Damstraat. Waaronder het Teylers Fundatiehuis, dat onderdeel is van het nabij gevestigde Teylers Museum, en de 16e-eeuwse Waag op de hoek met het Spaarne. Ook het gebouw van de Rechtbank Haarlem prijkt aan de Damstraat, dat onderdeel is van het begin 21e eeuw gebouwde nieuwbouwcomplex de Appelaar. Dit complex is gebouwd de gronden waar eerder drukkerij Joh. Enschedé was gevestigd. Onder de Damstraat en het gebouw van de rechtbank is een grote parkeergarage aangelegd. Tot aan 1867 stroomde de Haarlemse Beek door de straat en die uitmondde in het Spaarne. Het gewelf van de monding van deze beek is anno 2024 nog zichtbaar in de kade.
Ter hoogte van de Waag heeft lang een kraan gestaan om goederen te kunnen laden en lossen van schepen die aan de kade van het Spaarne lagen aangemeerd.

## Fotogalerij

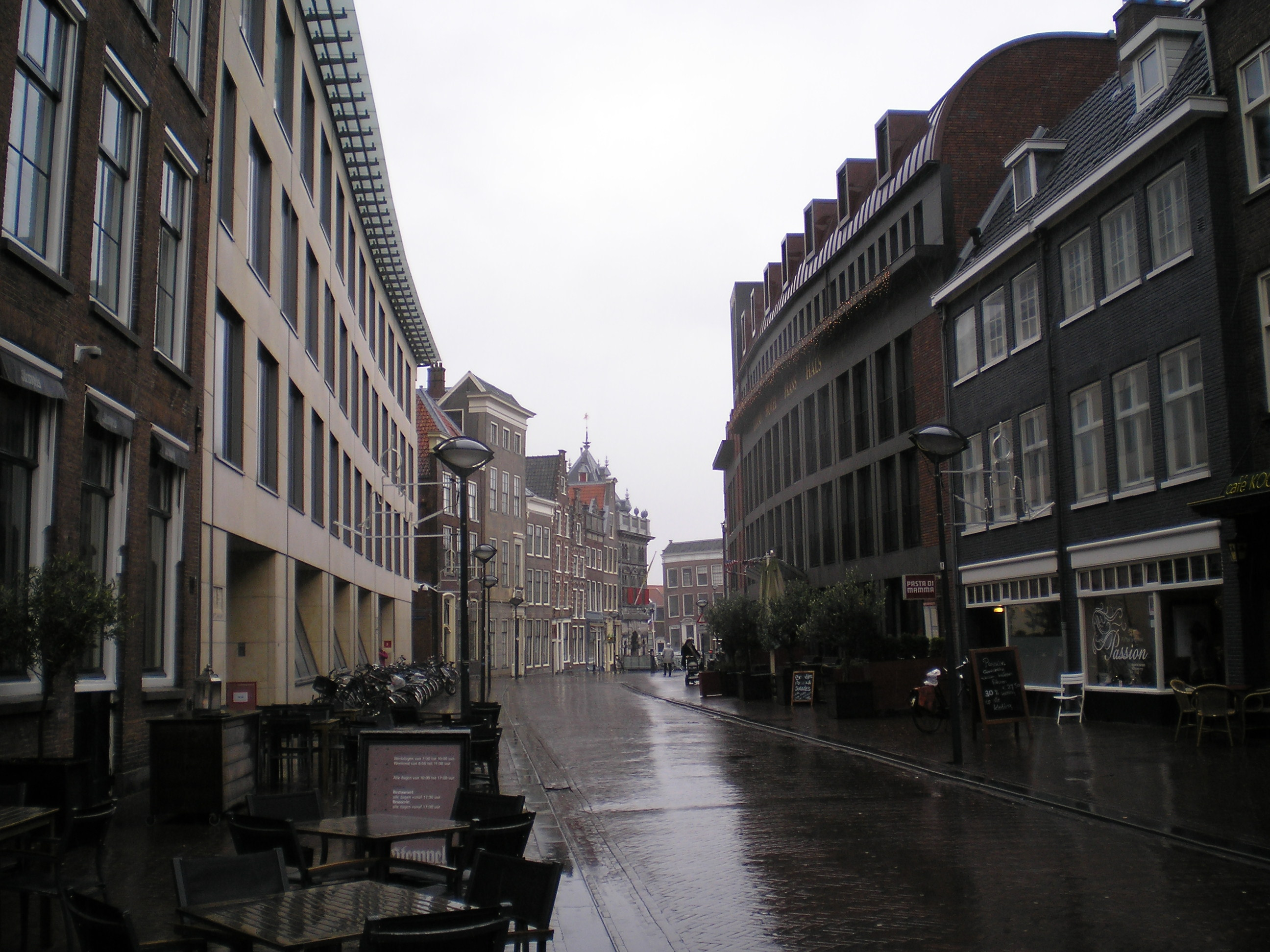
Damstraat te Haarlem
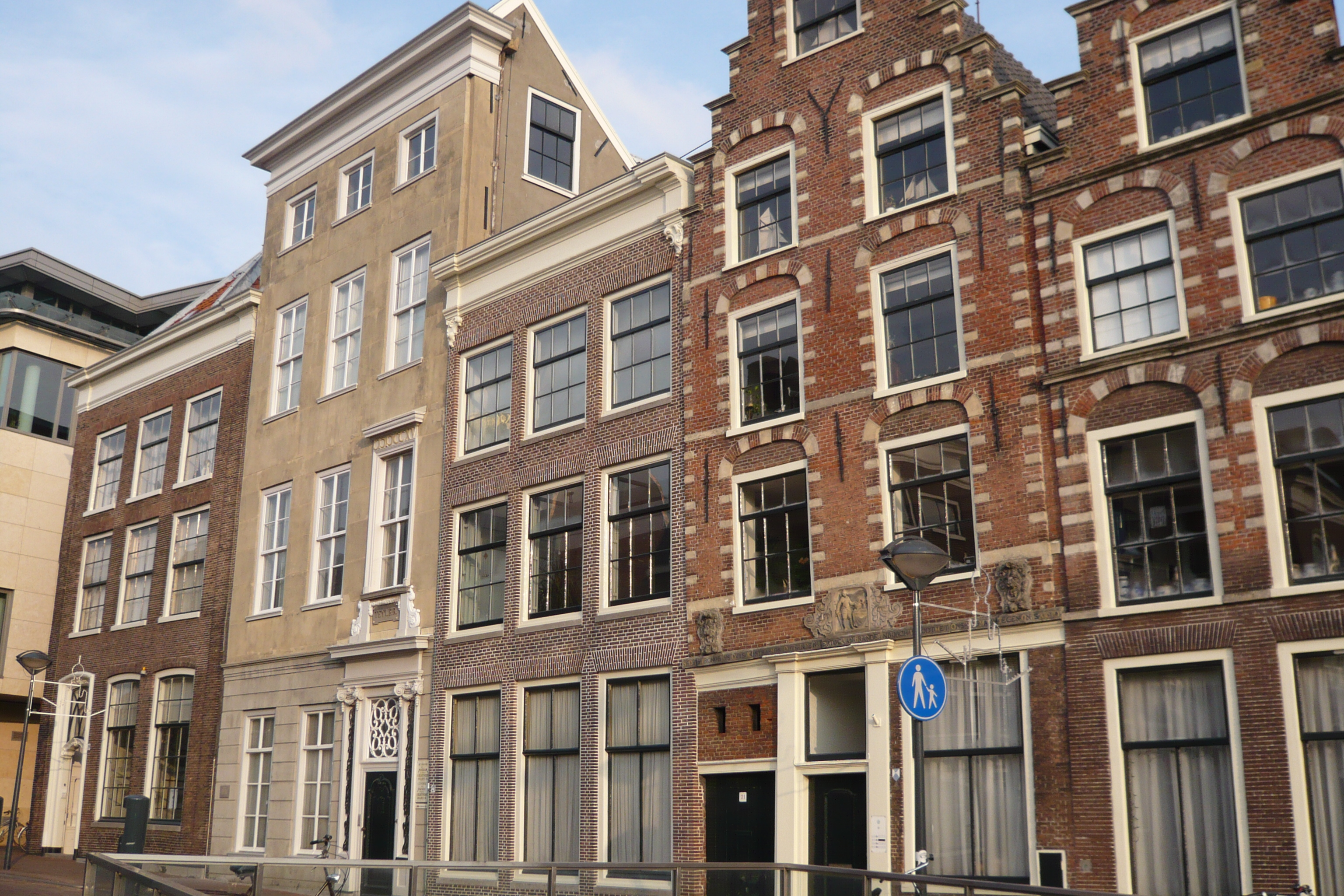
Damstraat met Fundatiehuis
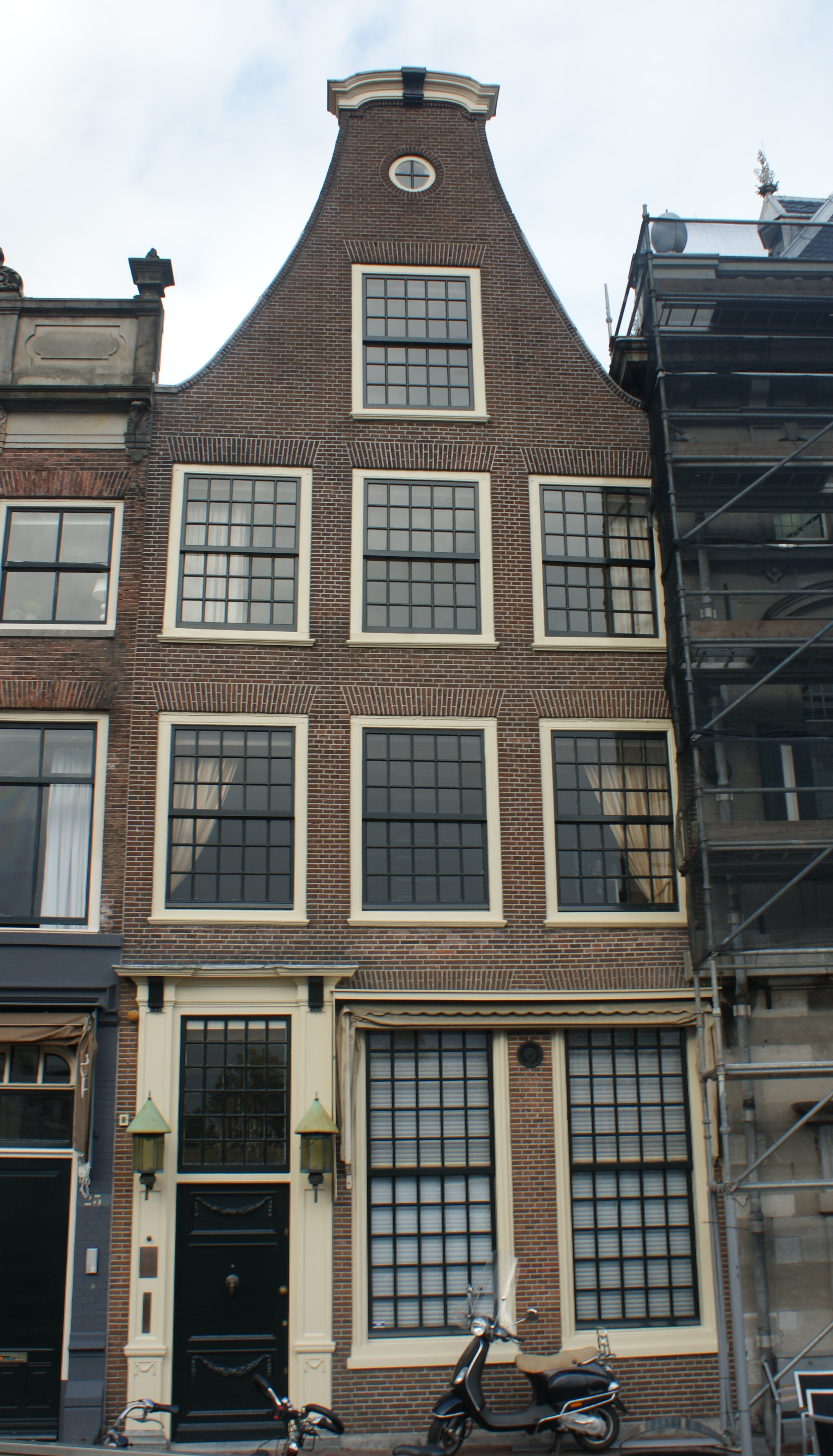
Damstraat 27
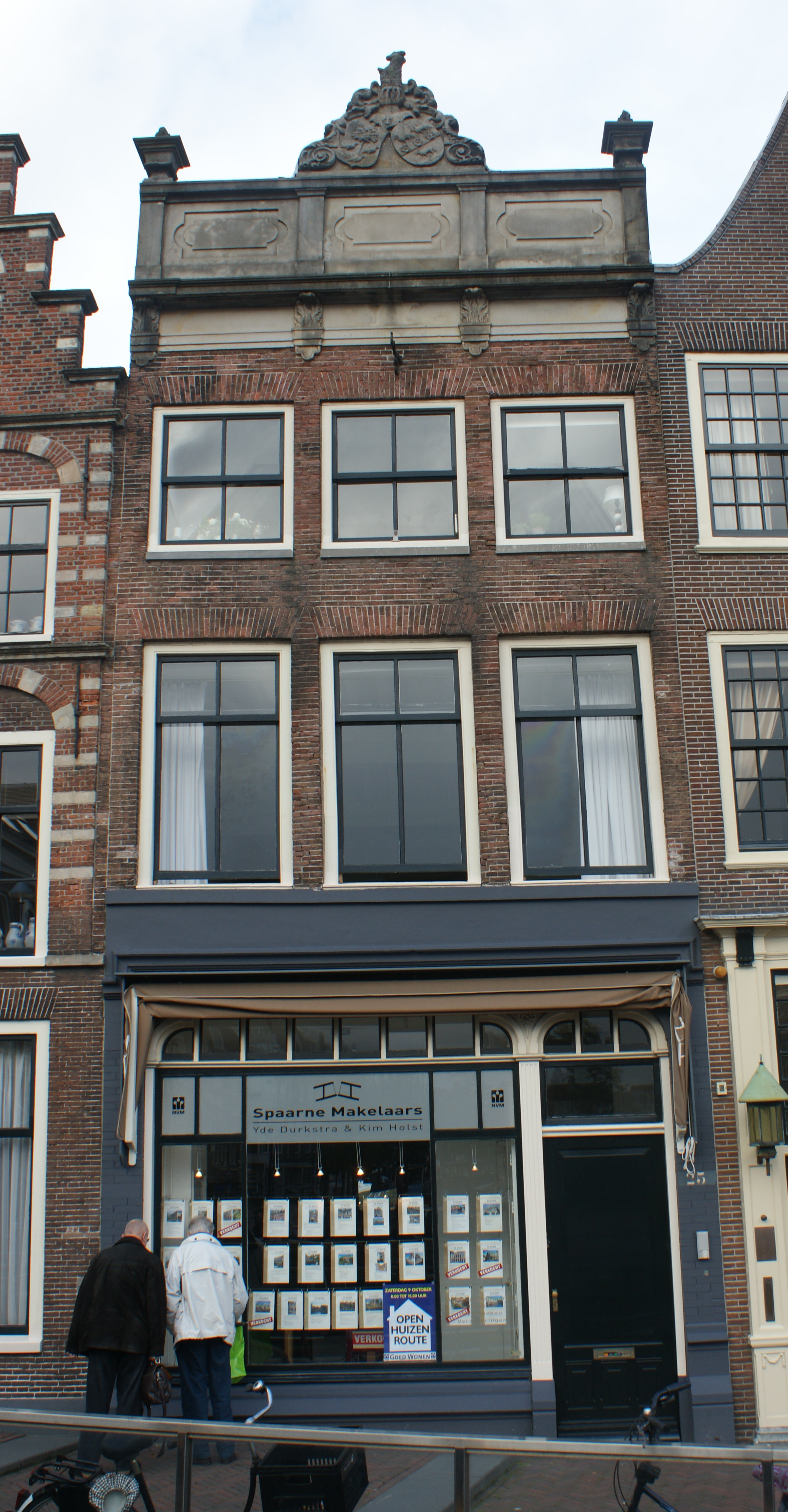
Damstraat 25
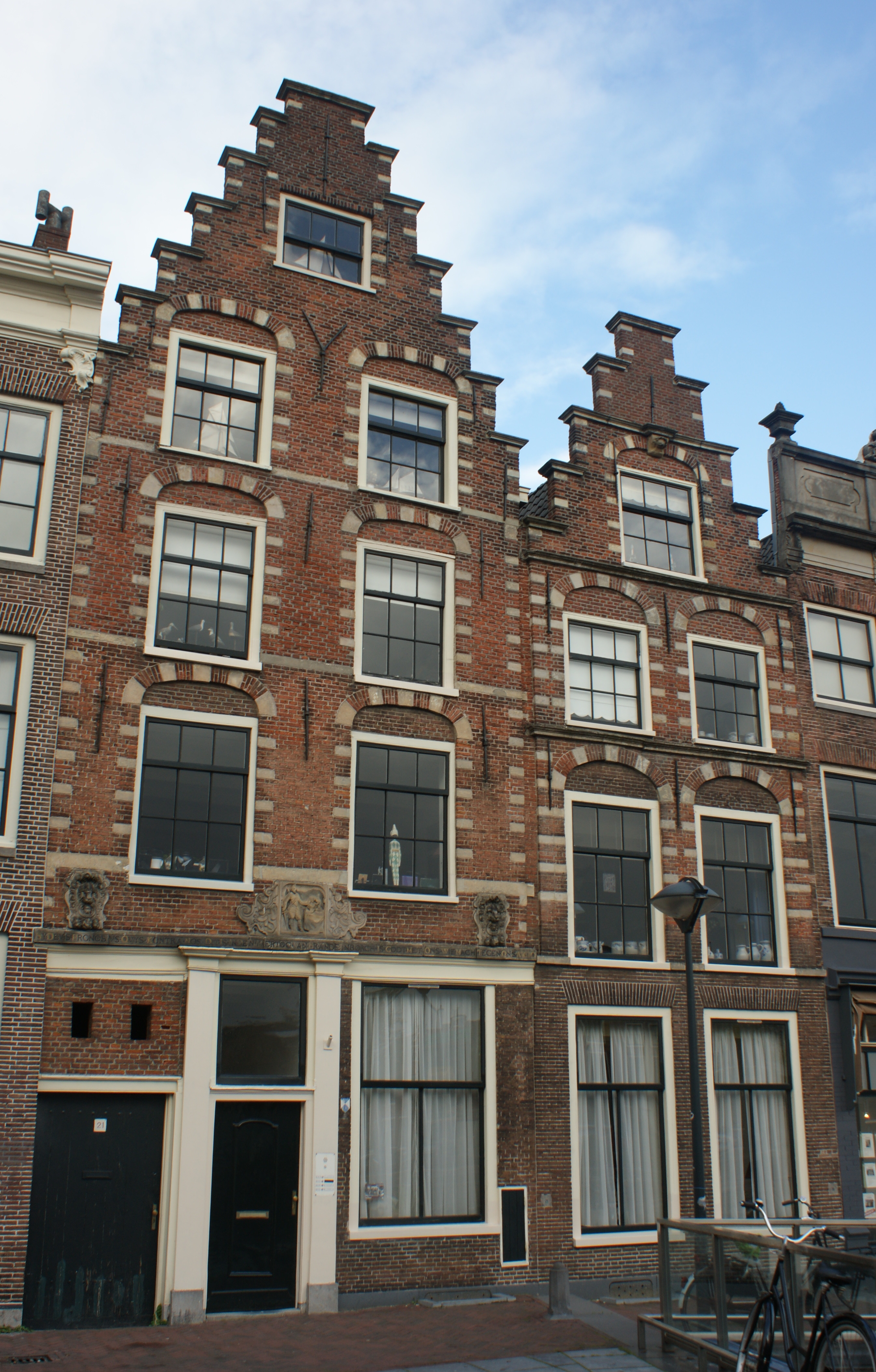
Damstraat 23
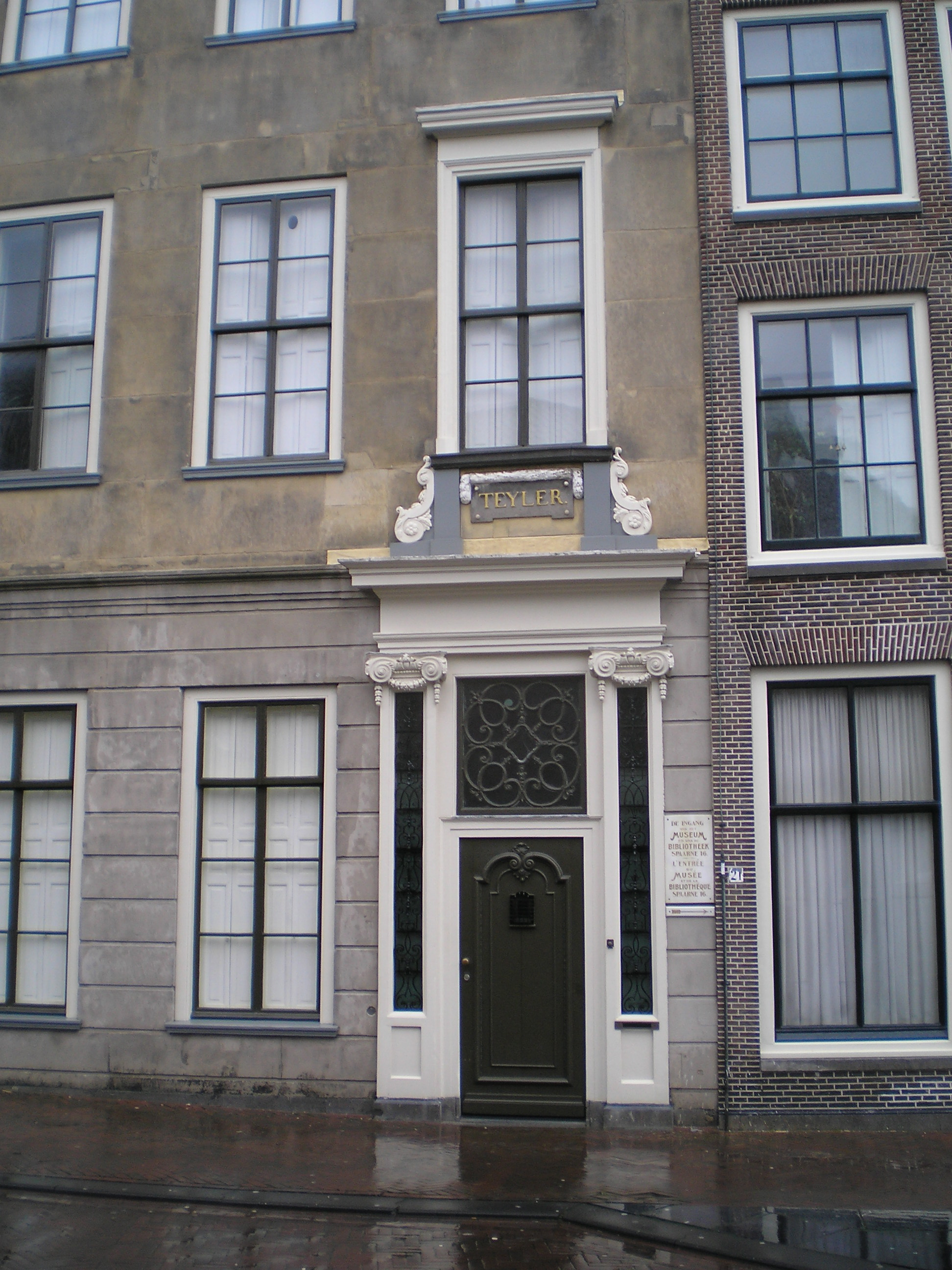
Teylers Fundatiehuis Damstraat 21
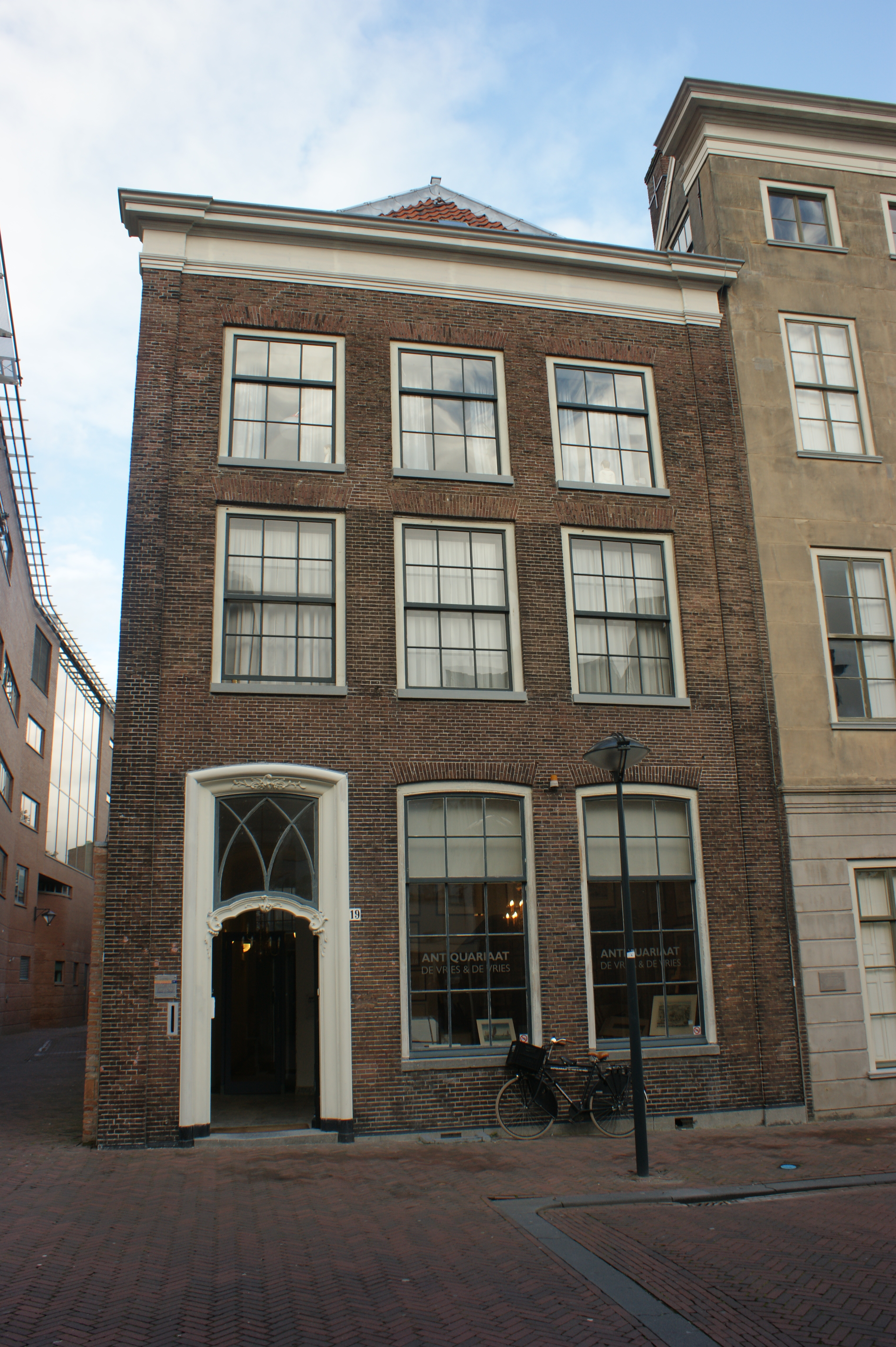
Damstraat 19
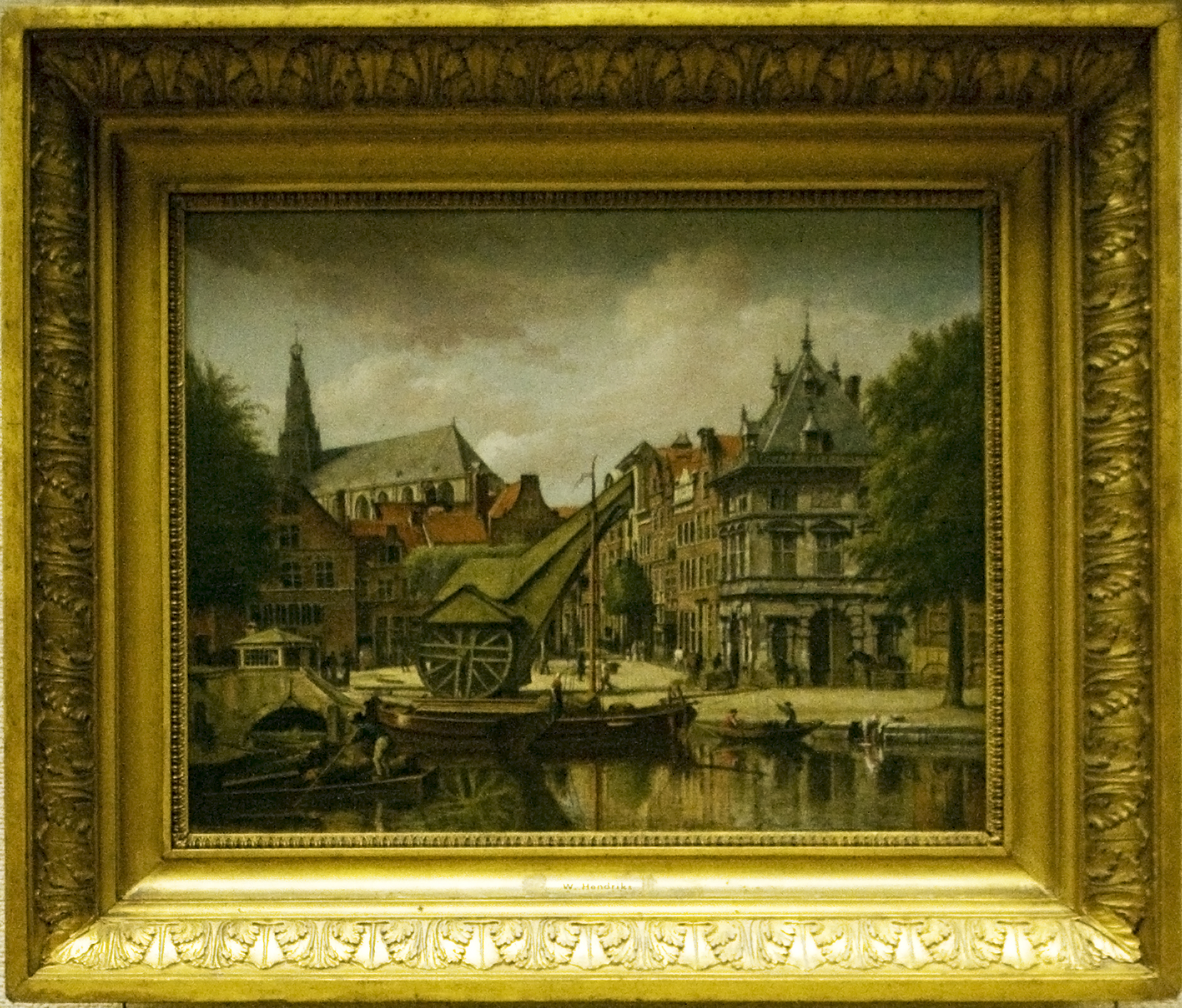
De straat in 1826
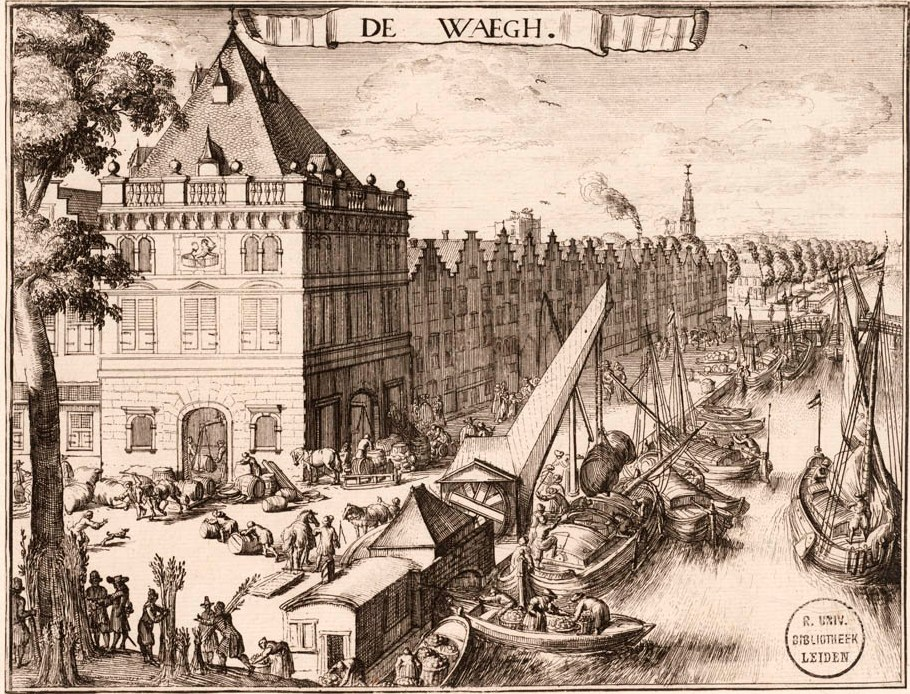
De straat in 1690 op een werk van Romeyn de Hooghe
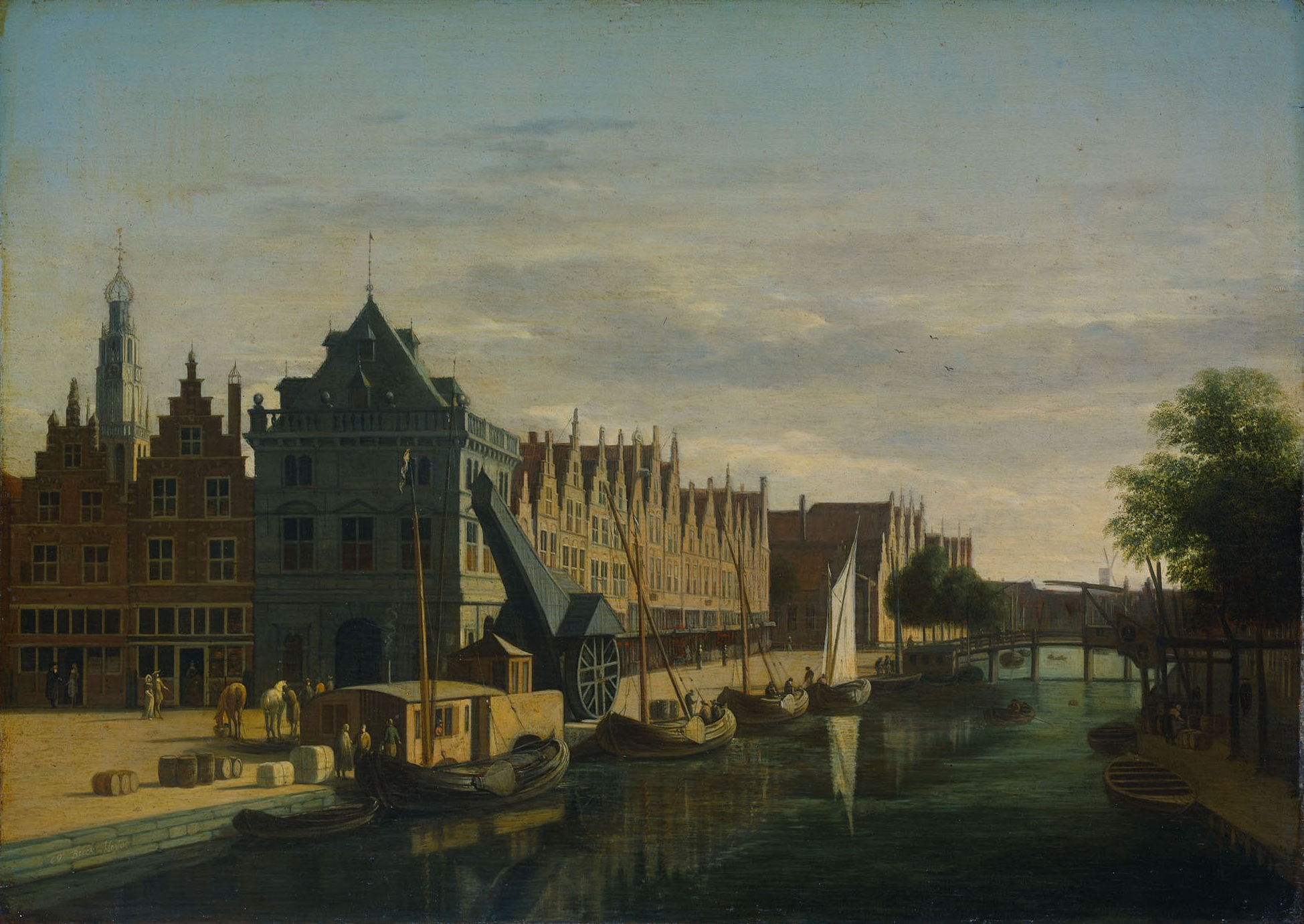
De Waag en de kraan aan het Spaarne te Haarlem door Gerrit Berckheyde
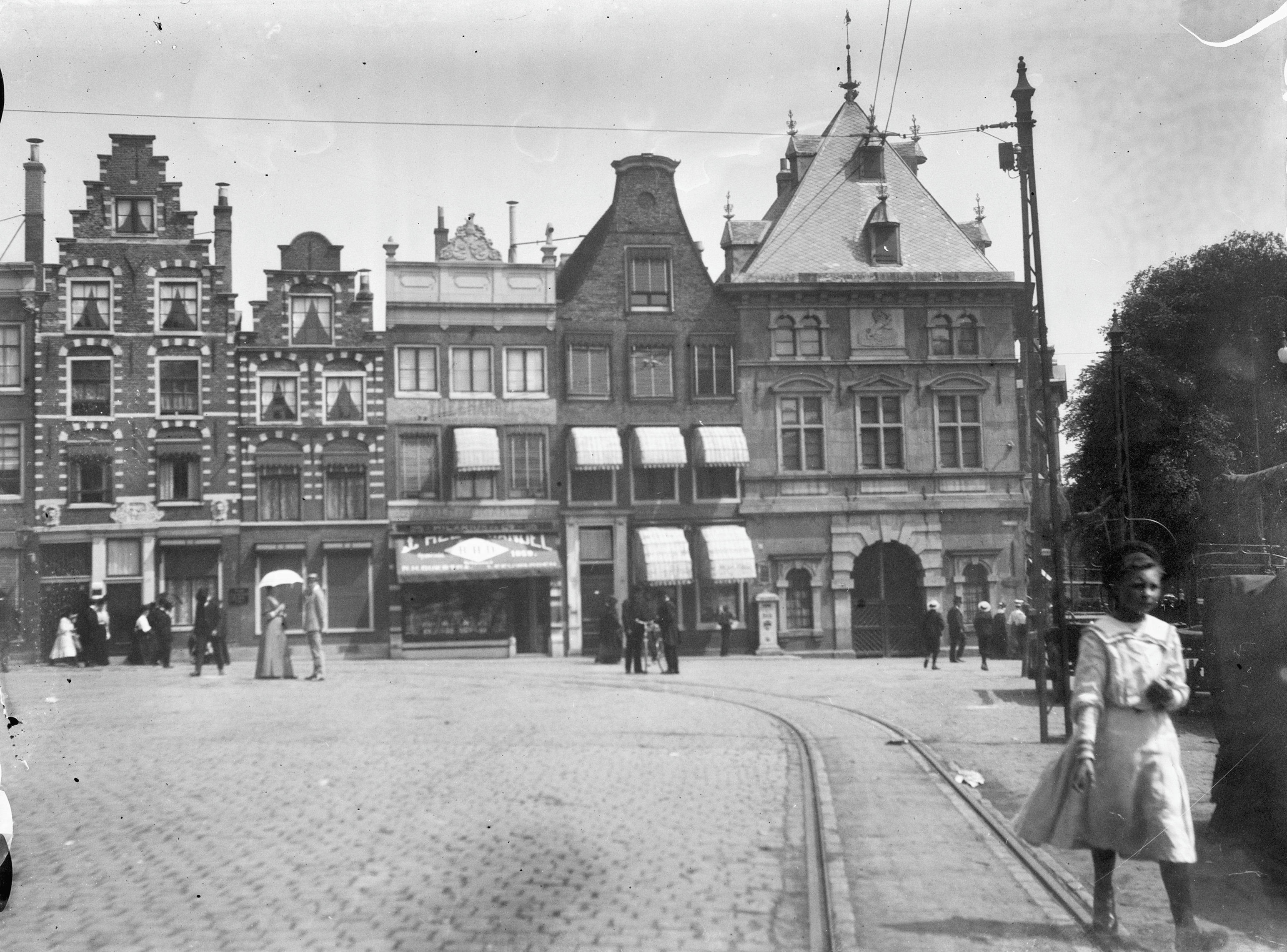
Damstraat ter hoogte van nummer 23 in 1920